# Liste der Kardinalpriester von Santa Croce in Gerusalemme
Folgende Kardinäle waren Kardinalpriester von Santa Croce in Gerusalemme (Rom) (lat. Titulus Sanctae Crucis in Hierusalem):
- Amicus (1120–1121)[1]
- Gerardo Caccianemici (1123–1144)[2], dann Papst Lucius II.
- Hubaldus (1144–1170)
- Thibaud OSB (1171–1178)
- Ardoino da Piacenza (1178–1183)
- Albinus (1185–1189)[3]
- Leone Brancaleone (1202–1224)
- Pietro de L’Aquila (1294–1298)
- Teodorico Ranieri  (1298–1299)
- Raymond de Canillac CRA (1350–1361)
- Guy de Malesec (1375–1384)
- Cosma Gentile Migliorati (1389–1404), dann Papst Innozenz VII.
- Giovanni Migliorati (1405–1410)
- Francesco Lando (1411–1424)
- Niccolò Albergati OCart (1426–1433)
- Domenico Capranica (1444–1458)
- Angelo Capranica (1460–1472)
- Pedro González de Mendoza (1478–1495)
- Bernardino López de Carvajal (1495–1507); in commendam (1507–1511)
- Antonio Maria Ciocchi del Monte, in commendam (1511–1527)
- Francisco de los Ángeles Quiñones (1527–1540)
- Marcello Cervini (1540–1555), dann Papst Marcellus II.
- Bartolomé de la Cueva de Albuquerque (1555–1562)
- Giovanni Antonio Capizucchi (1562–1565)
- Francisco Pacheco de Toledo (1565–1579) (Kardinaldiakon)
- Albrecht VII. von Österreich (1580–1598) (Kardinaldiakon)
- Francisco de Múxica Guzmán de Avila (1599–1606)
- Ascanio Colonna (1606)
- Antonio Zapata y Cisneros (1606–1616)
- Gaspar de Borja y Velasco (1616–1630)
- Baltasar Moscoso y Sandoval (1630–1665)
- Alfonso Litta (1666–1679)
- Johann Eberhard Neidhardt SJ (1679–1681)
- Decio Azzolini der Jüngere (1681–1683)
- vakant (1683–1689)
- Pedro de Salazar (1689–1706)
- Ulisse Giuseppe Gozzadini (1709–1728)
- Prospero Lambertini (1728–1740), dann Papst Benedikt XIV.
- Giuseppe Firrao (1740–1744)
- Gioacchino Bessozzi OCist (1744–1755)
- Luca Melchiore Tempi (1757–1762)
- Lodovico Valenti (1762–1763)
- vakant (1763–1766)
- Nicola Serra (1766–1767)
- vakant (1767–1775)
- Antonio Eugenio Visconti (1775–1788)
- Franziskus von Paula Herzan von Harras (1788–1804)
- vakant (1804–1816)
- Alessandro Malvasia (1816–1819)
- Placido Zurla OSBCam (1823–1834)
- Alessandro Giustiniani (1834–1843)
- Antonio Maria Cagiano de Azevedo (1844–1854)
- János Scitovszky (1854–1866)
- Raffaele Monaco La Valletta (1868–1884)
- Lucido Maria Parocchi (1884–1889)
- Pierre-Lambert Goossens (1889–1906)
- Benedetto Lorenzelli (1907–1915)
- Willem Marinus van Rossum CSsR (1915–1932)
- Pietro Fumasoni Biondi (1933–1960)
- Giuseppe Antonio Ferretto (1961)
- Efrem Forni (1962–1976)
- Victor Razafimahatratra SJ (1976–1993)
- Miloslav Vlk (1994–2017)
- Juan José Omella Omella (seit 2017)